# Wilbur Trosch
Wilbur R. Tree Trosch (Clairton, Pensilvania, 2 de agosto de 1938-Indianápolis, Indiana, 5 de mayo de 2014) fue un jugador de baloncesto estadounidense que jugó dos temporadas en ligas ameaturs de su país, antes de decicarse a ser entrenador en un instituto. Con 2,03 metros de estatura, lo hacía en la posición de alero.

## Trayectoria deportiva

### Universidad
Jugó durante tres temporadas con los Red Flash de la Universidad Saint Francis, en las que promedió 18,7 puntos y 12,0 rebotes por partido. Acabó como el 12º mejor anotador de la historia de su universidad, y el cuarto mejor reboteador.

### Profesional
Fue elegido en la decimotercera posición del 1960 por Syracuse Nationals, pero no llegó a jugar en la liga, ya que decidió dedicarse a crear una familia. Jugó en ligas de aficionados, como la AAU y la NIBL durante un par de años, para posteriormente dedicarse a ser asistente de entrenador en un instituto durante casi 20 años, siendo ascendido al puesto de entrenador principal en 1981.
Falleció mientras practicaba el golf en un campo de Indianápolis en 2014, a los 75 años de edad, víctima de un ataque al corazón.